# Wściekłe psy (serial telewizyjny)
Wściekłe psy – amerykański serial telewizyjny (komedia, thriller) wyprodukowany przez Amazon Studios, Left Bank Pictures, Mesquite Productions, MiddKid Productions, Pimienta orazSony Pictures Television. Twórcą serialu jest Cris Cole. "Wściekłe psy" jest amerykańską adaptacja brytyjskiego serialu Mad Dogs. 

Pilotowy odcinek został udostępniony 15 stycznia 2015 roku przez platformę Amazon Studios.
Pozostałe 9 odcinków pierwszego sezonu zostały udostępnione 22 stycznia 2016 roku na stronie internetowej  Amazon Studios.

W Polsce Wściekłe psy udostępniony został w ramach usługi VOD Seriale+ platformy nc+ od 27 stycznia 2016 roku, a następnie emitowany będzie na kanale AXN od 30 marca 2016 roku

 28 lutego 2016 roku, platforma anulowała serial po jednym sezonie

## Fabuła
Serial opowiada o grupie przyjaciół, którzy razem postanawiają wyjechać do Belize, aby odwiedzić starego znajomego. Podczas swojego pobytu w mieście zostają wciągnięci w niebezpieczną intrygę.

## Obsada
- Ben Chaplin jako Joel
- Michael Imperioli jako  Lex
- Romany Malco jako Gus
- Steve Zahn jako Cobi
- Philip Davis jako Lawrence
- Mark Povinelli jako The Cat
- Rachael Holmes jako Erica[5]
- María Botto jako Sophia Moreno
- Coby Bell jako Aaron[6]
- Raphael D. Cotto jako Nestor

## Odcinki
| Sezon | Sezon | Odcinki | Oryginalna emisja Amazon Studios | Oryginalna emisja Amazon Studios | Oryginalna emisja Seriale+ | Oryginalna emisja Seriale+ | Oryginalna emisja Seriale+ |
| Sezon | Sezon | Odcinki | Premiera sezonu                  | Finał sezonu                     | Premiera sezonu            | Finał sezonu               |                            |
| ----- | ----- | ------- | -------------------------------- | -------------------------------- | -------------------------- | -------------------------- | -------------------------- |
|       | 1     | 10      | 15 stycznia 2015                 | 22 stycznia 2016                 | 27 stycznia 2016           | 1 lutego 2016              |                            |

### Sezon 1 (2015-2016)
| Nr | #  | Tytuł      | Reżyseria         | Scenariusz                                     | Premiera Amazon Studios | Premiera Seriale+ |
| -- | -- | ---------- | ----------------- | ---------------------------------------------- | ----------------------- | ----------------- |
| 1  | 1  | Pilot      | Charles McDougall | Cris Cole                                      | 15 stycznia 2015        | 27 stycznia 2016  |
| 2  | 2  | Xtabai     | Alex Graves       | Shawn Ryan, Michael C. Martin                  | 22 stycznia 2016        | 27 stycznia 2016  |
| 3  | 3  | Well       | Randall Einhorn   | Cris Cole, Michael C. Martin                   | 22 stycznia 2016        | 27 stycznia 2016  |
| 4  | 4  | Flares     | Clark Johnson     | Brett C. Leonard, Cris Cole, Michael C. Martin | 22 stycznia 2016        | 27 stycznia 2016  |
| 5  | 5  | Hat        | Uta Briesewitz    | Eileen Myers, Michael C. Martin                | 22 stycznia 2016        | 27 stycznia 2016  |
| 6  | 6  | Leslie     | Craig Zisk        | Michael C. Martin                              | 22 stycznia 2016        | 1 lutego 2016     |
| 7  | 7  | Ice Cream  | Guy Ferland       | Zev Borow, Michael C. Martin                   | 22 stycznia 2016        | 1 lutego 2016     |
| 8  | 8  | Broodstock | Mark Piznarski    | Jon Worley, Michael C. Martin                  | 22 stycznia 2016        | 1 lutego 2016     |
| 9  | 9  | Seahorse   | Ted Griffin       | Kent Rotherham, Michael C. Martin              | 22 stycznia 2016        | 1 lutego 2016     |
| 10 | 10 | Endings    | John David Coles  | Cris Cole, Michael C. Martin                   | 22 stycznia 2016        | 1 lutego 2016     |

## Produkcja
31 lipca 2014 roku, platforma Amazon zamówiła odcinek pilotowy

19 lutego 2015 roku, platforma Amazon zamówiła pierwszy sezon serialu Wściekłe psy